# 相空間

ローレンツ方程式の xyz 相空間とその上の軌道の例

力学系理論における相空間（そうくうかん、英: phase space）は、対象のシステムが取る状態全てから成る抽象的な空間である。状態空間（じょうたいくうかん、英: state space）ともいう。
物理学分野の解析力学（とくにハミルトン力学）では相空間と同種のものが、位置と運動量を座標した空間という狭い意味で用いられており、位相空間とも呼ばれる。数学分野では普通は topological space の意味で「位相空間」という用語を使うことから、混乱のおそれがあるときや数学分野では phase space の意を指すために「相空間」を使う。

## 背景と用語
力学系とは、システム（系）の将来の状態が現在の状態から一意に決まる決定論的な過程を、数学的に定式化したものを指す。相空間 X とは、力学系の基本構成要素の一つで、対象のシステムが取り得る状態全てを集めてできる集合である。さらに、現在の状態から次の状態を定める決定論的法則 F と時間 T の2つを加えて、(X, F, T) の一組で力学系が成立する。相空間というものを導入することによって、空間上の1点を指定する形でシステムの状態を議論できるようになる。すなわち相空間とは、システムの状態の振る舞いを解析するときに、そのシステムの状態は空間上でどんな動きをするのかという視点に切り替える概念的道具といえる。

物理的な空間の単振り子の運動（下図）を、相空間（上図）の点の運動として表したアニメーション。上図の横軸が振れ角 θ で、縦軸が角速度 ω に該当する。

通常、系の状態はいくつかの変数で表される。これらの変数は状態変数などと呼ばれる。例えば、力学系の例として、長さ一定で空気抵抗やその他外部からの影響を排した単振り子の運動を考える。このシステムの状態は振れ角 θ とその角速度 ω で一意に決まるので、(θ, ω) が状態を表す変数である。そして、θ と ω の組全体から成る抽象的な空間（θ と ω を座標とする平面）を考えると、それがこのシステムの相空間である。相空間を構成する一つひとつの要素は、単に点と呼ばれるほかに、相、相点、位相、位相点、代表点、状態などと呼ばれる。
相空間上の点は、時間変化によって相空間内を動く。相空間上を点が動いてできる経路は軌道と呼ばれる。時間を連続的なものとして考える力学系では、軌道は相空間上で連続的な曲線を描く。一方、時間を離散的なものとして考える力学系では、軌道は相空間上でとびとびの点列となる。決定論的に状態が定まるという要請により、相空間における2つの異なる軌道が交わることはない。ある力学系の全軌道の概略を相空間上に示した図を、相図（英: phase portrait）という。
力学系の従属変数の個数すなわち相空間の座標の数は、相空間または力学系の次元と呼ばれる。特に相空間は、状態変数が実数1つ（R1）のときには相直線と、状態変数が実数2つ（R2）のときには相平面と呼ばれることもある。ポアンカレ・ベンディクソンの定理に代表されるように、相空間の次元と形状は軌道の形状に制限を与える。一般的に、系が非線形でなおかつ高次元になるほど系の取り扱いが難しくなる。状態の空間的に連続的に分布している偏微分方程式で記述されるような力学系では、相空間の次元は無限になる。

## 種類
一般的なレベルでの力学系（とくに位相力学系）では、相空間を位相空間（英: topological space）として設定する。ただし、相空間をまったく純粋な位相空間に設定すると、あまり詳しい結果は得られない。実際には、位相空間であることに加え、いくつかの前提（例えば距離空間であること）を相空間に持たせて議論される。特に相空間がコンパクトであると仮定できれば、位相力学系に関する多くの結果を得ることができ、一般的な枠組みを議論できる。
力学系の例として多いのは、システムの状態がいくつかの実数の組 (x1, x2, … xn) で表される場合で、空間としてはユークリッド空間 Rn あるいはその部分集合で考えられることが多い。力学系の軌道は特定の多様体上に制限されていることもあり、より一般的には相空間は多様体となる。多様体に制限することで、それぞれの多様体が持つトポロジカルな性質を利用することもできる。上記の単振り子の例でいえば、角速度 ω は単に実数だが、振れ角 θ の定義域は −π <  θ ≤ π であり、これは幾何学的には円周と同一視できる。したがって、単振り子の系の相空間は、円周 S1 または T1 と直線 R の直積集合で、幾何学的には無限に長い円柱面となる。ただし、いくつかの注意を払えば、相空間を Rn あるいはその部分集合と仮定しても多くの場合で一般性は失われない。

ロトカ・ヴォルテラの方程式における相平面上のベクトル場と軌道の様子

可微分力学系では相空間は微分構造を持ち、ベクトル場で定まる連続力学系がその典型例である。状態変数を x = (x1, x2, … xn) ∈ X ⊂ Rn、時間を t ∈ R  とする。力学系が n 連立一階微分方程式
で与えられるとき (k = 1,… n)、相空間上の各点にはベクトル f (x): X → Rn が対応する。このとき、f (x) は解曲線の接ベクトルに一致し、各点が時間経過したときに動く方向と大きさを表す。
測度論的力学系を展開するときは、相空間は可測構造を持つ。この場合、相空間 X に対して
- X ∈ F
- A ∈ F ならば Ac ∈ F
- A1, A2,… ∈ F ならば ∪∞
i=1 Ai ∈ F

を満たすσ-集合体 F が存在し、A ∈ F に対して、
- μ(A) ≥ 0 かつ μ(X) = 1
- A1, A2,… ∈ F が互いに素ならば μ(∪∞
i=1 Ai) = ∑∞
i=1 μ(Ai)

を満たす確率測度 μ が与えられる。さらに
- A ∈ F ならば T−1A ∈ F
- μ(A) = μ(T−1A)

を満たす保測写像 T を組にして測度論的力学系が成立する。
記号力学系では、相空間 X は記号列の集まりとなる。記号が2種類から成り、記号列が両側無限列であるような場合、記号列 x は
{\displaystyle x=\{\cdots ,\ a_{-2},\ a_{-1},\ a_{0},\ a_{1},\ a_{2},\ \cdots \}}
で与えられる。ここで、ai は記号 1 または 2 のいずれかを取る。この場合の相空間 X は全ての記号列 x の集合で、しばしば Σ とも記す。さらに、異なる x 同士の距離を定義し、x に適用すると記号を一斉に左にずらす働きをするシフト写像 σ を用意し、記号力学系を構成する。

## 拡大相空間
式 (1) のような f が時間 t を陽に含まない微分方程式系は自律系と呼ばれる。自律系の微分方程式系は、現在の状態 x のみで次の状態が定まるという力学系の決定論的な考え方と合致する。一方で、以下のように t を陽に含む微分方程式系は非自律系と呼ばれる。
非自律系では x = (x1, x2, … xn) を定めても、ベクトル f (x) は一つに定まらず、時間によって変化する。非自励系について相空間（x が定義されている空間）上で軌道を考えると、自励系とは異なり軌道が交差し得る。
そこで、元の状態変数 x に時間 t を加えた組 (x, t) を座標とする空間 X × R を考える。t を形式的に n + 1 番目の状態変数 xn + 1 ∈ R と見なせば、
という風に自律系の n + 1 連立一階微分方程式に帰着でき、空間 X × R 上の各点には方程式の右辺を成分とするベクトルが一意に定まる。元の n 次元相空間 X と区別し、このような n + 1 次元空間 X × R は拡大相空間（英: extended phase space）と呼ばれる。拡大相空間で考えることによって軌道の交差が無くなるので、系の振る舞いを考察しやすくなる。
非自律系が時間に関して周期的な場合、すなわち式 (2) において fk(x1,…, xn, t) = fk(x1,…, xn, t + τ) を充たすような定数 τ ∈ R が存在する場合、拡大相空間は X × R よりも X × T1 の空間で考える方が適する。T1 は T1 = R/τ Z で定まる1次元トーラスである。

## 解析力学における「相空間」
物理学の解析力学（とくにハミルトン力学）で扱われる相空間は、物体の位置 q と運動量 p を座標とする空間である。これに対し、位置 q だけの空間は配位空間と呼ばれる。q の自由度が n のとき、相空間は 2n 次元 となる。
狭い意味での「相空間」は、このような力学分野における位置と運動量を座標にした 2n 次元空間を指す。力学における「相空間」も、数学における「相空間」も、もとは phase space からの和訳で、数学以外では「位相空間」とも訳される。しかし、数学では前出の topological space の意味で「位相空間」という用語を使うので、数学分野または混合のおそれがある場合には phase space の意味では「相空間」という用語を使う。「phase space」という用語自体は、力学における「phase space（位相空間）」の方が先で、それを借用して数学でも「phase space（相空間）」という用語で用いられている。